# Odio París
Odio París és un grup de música català amb un estil que va del shoegaze al lo-fi o el noise. El seu primer disc Odio París (El Genio Equivocado, 2011) va ser considerat per la premsa com un dels debuts més sorprenents de l'any, i va aparèixer diverses llistes recopilatòries del millor de l'any. Van ser nominats al grup revelació als premis UFI Espanya i a millor grup 2011 als IMAS de Mèxic. Està format per cinc membres i el seu so recorda a The Pains Of Being Pure At Heart i a Teenage Fanclub.

## Discografia
- 2011 - Odio París (El genio equivocado)[3]